# Google AI
Google AI es una filial de Google dedicada exclusivamente a la inteligencia artificial. Fue anunciado en Google I/O 2017 por el CEO Sundar Pichai.

## Proyectos
- Sirviendo TPUs basadas en la nube (unidades de procesamiento de tensor) para desarrollar software de aprendizaje automático.[3][4]
- Desarrollo de TensorFlow.[5]
- TensorFlow Research Cloud proporcionará a los investigadores un grupo gratuito de mil TPU en la nube para realizar investigaciones de aprendizaje automático, con la condición de que la investigación sea de código abierto y publiquen sus hallazgos en una revista científica revisada por pares.[6]
- Portal para más de 5100 publicaciones de investigación del personal de Google.[7]

## Otras lecturas
- Google pone todas sus cosas de IA en Google.ai, anuncia Cloud TPU
- Google recopila sus iniciativas de inteligencia artificial en Google.ai
- Google recopila servicios basados en IA en toda la empresa en Google.ai : "Google.ai es una colección de productos y equipos en Alphabet con un enfoque en IA"
- El profundo enfoque de Google en la IA está dando sus frutos